# Metzia
Metzia is een geslacht van straalvinnige vissen uit de familie van eigenlijke karpers (Cyprinidae).

## Soorten
- Metzia alba (Nguyen, 1991)
- Metzia formosae (Oshima, 1920)
- Metzia hautus (Nguyen, 1991)
- Metzia lineata (Pellegrin, 1907)
- Metzia longinasus Gan, Lan & Zhang, 2009
- Metzia mesembrinum (Jordan & Evermann, 1902)